# サクラサイト
サクラサイトとは、サクラを使って利用者から金銭を騙し取る違法で悪質な出会い系サイトのこと。
元来、つぶやき系のネットなどでのスラングだったが、2012年春頃には、新聞、雑誌、マスコミでもその使用頻度が増え、ソーシャルネットワークの問題とからんで、新たなネット系消費者問題として注目される。
近年では、従来型の男性をターゲットとした出会い系サイトとは異なり、女性をターゲットとしたサイトも現れており、国民生活センターが相談を受けた被害額は100億円にものぼっている。サクラサイトの被害を防ぐための情報提供サイトもある。被害者の為のサイトも増えている。国民生活センターは、「サクラサイト商法」の増加とその危険を注意した。
2012年11月にはアルバイトが詐欺罪で立件される事態になっている。近年でもサクラサイトの被害はなくなっておらず、2017年には60代男性がサクラサイトから約5千万円もの被害を受けた事件が発生した。